# Forvandlingen - frihed kommer indefra
|  | Denne artikel er oprettet af botten Steenthbot ud fra en ekstern database. Den kan derfor have sproglige fejl eller mangler. Denne skabelon kan fjernes efter kontrol af indholdet. |

Forvandlingen - frihed kommer indefra er en dansk dokumentarfilm fra 2022 instrueret af Julie Bezerra Madsen.

## Handling
I FORVANDLINGEN følger vi Bastian og Max fra barndommen og ind i den kaotiske teenagetid, hvor krop og sind stritter i hver sin retning. Max er født som pige, men er lige sprunget ud som transkønnet dreng. Bastian er født som dreng, men føler sig mest som en pige.
Begge står de overfor et valg, der vil ændre deres liv for altid, og de har tiden imod sig. Max og Bastian føler nemlig ikke, at deres krops udvikling går i den rigtige retning, og derfor overvejer de at stoppe puberteten ved at begynde på stophormoner. Men konsekvenserne af hormonbehandling er store, og valget er uoverskueligt, for hvordan finder man ud af, hvem man er, når alt er i forandring? Kan man overhovedet stole på sig selv, når man også er i tvivl om sit køn? Og hvad vil det egentlig sige at være en pige eller en dreng? Måske kunne man bare sige, at man er et menneske.